# بخش اسوالاو
بخش اسوالاو (به سوئدی: Svalövs kommun) یک ناحیه شهری در سوئد است که در شهرستان اسکونه واقع شده‌است.